# برايان تومسون (ربان)
برايان تومسون (بالإنجليزية: Brian Thompson)‏ هو ربان ‏ بريطاني، ولد في 5 مارس 1962 في ساوثهامبتون في المملكة المتحدة.

## وصلات خارجية
- الموقع الرسمي